# Jamboto
Jamboto é um sítio povoado da freguesia de Santo António do Funchal, concelho do Funchal, Ilha da Madeira.
O nome do sítio deriva por corruptela de um dos seus primeiros habitantes, João Boto, que aqui terá tido terras de sesmaria. Existe aqui uma fonte de água ferruginosa.